# Astronomija u 2022.
◄◄ | ◄ | 2019. | 2020. | 2021. | 2022.  | 2023. | 2024. | 2025. | ► | ►►
Arhitektura • Astronautika • Astronomija • Biologija • Film • Fotografija • Glazba • Kazalište • Kemija • Kiparstvo • Knjige • Književnost • Kršćanstvo • Meteorologija • Medicina • Planinarstvo • Politika • Pravo • Promet • Slikarstvo • Strip • Šport • Televizija • Znanost • Zrakoplovstvo • Željeznički promet
Astronomija u 2022.

## Astronomske pojave
- 30. travnja − djelomična pomrčina Sunca[1] (JZ Pacifik, jug Južne Amerike)
- 25. listopada − djelomična pomrčina Sunca[1] (Europa, SI Afrika, Bliski istok, zapadna Azija)

## Vanjske poveznice
|  | Zajednički poslužitelj ima još gradiva o temi Astronomija u 2022. |